# Classmates
Classmates è un film muto del 1914 diretto da James Kirkwood con la supervisione di D.W. Griffith. Nel 1924, ne venne fatto un rifacimento dallo stesso titolo con la regia di John S. Robertson.

## Produzione
Il film, girato a Jacksonville, in Florida, fu prodotto dalla Biograph Company e dalla Klaw & Erlanger

## Distribuzione
Il film venne distribuito nelle sale statunitensi dalla General Film Company il 14 febbraio 1914. Ne venne poi fatta una riedizione che uscì il 18 ottobre 1916.
Il 16 marzo 2012 è stato presentato al Cinefest.